# Habitaciones del Emperador
Las habitaciones del Emperador son un conjunto de estancias cristianas al norte del Palacio de los Leones, en la Alhambra y comunicado con este por la sala de los Ajimeces.

## Descripción

#### Cuartos del emperador
Son los seis aposentos construidos entre 1528 y 1537 para que el rey Carlos habitase aquí mientras estaba en Granada, en su viaje de bodas. Son el despacho, la antecámara, con una placa de mármol en memoria del escritor Washington Irving que residió en esta parte del recinto, concretamente en las Salas de las Frutas, mientras escribía sus Cuentos de la Alhambra, en 1829, y los dormitorios reales. Configuran el patio de Lindaraja, hacia un lado y el Patio de la Reja, hacia el otro.

#### El Peinador de la Reina
Es una antigua torre nazarí, de Abul-Hachach, usada por el sultán para recreo y meditación, que fue reformada al construirse las Habitaciones, mateniendose intacta su planta a los jardines, pero construyéndose una linterna sobre ella, de estilo renacentista, cuenta con una antecamara, el Peinador en sí, con frescos, usado también como tocador real probablemente por la reina Isabel de Farnesio y una galería porticada.

#### Patio de la reja

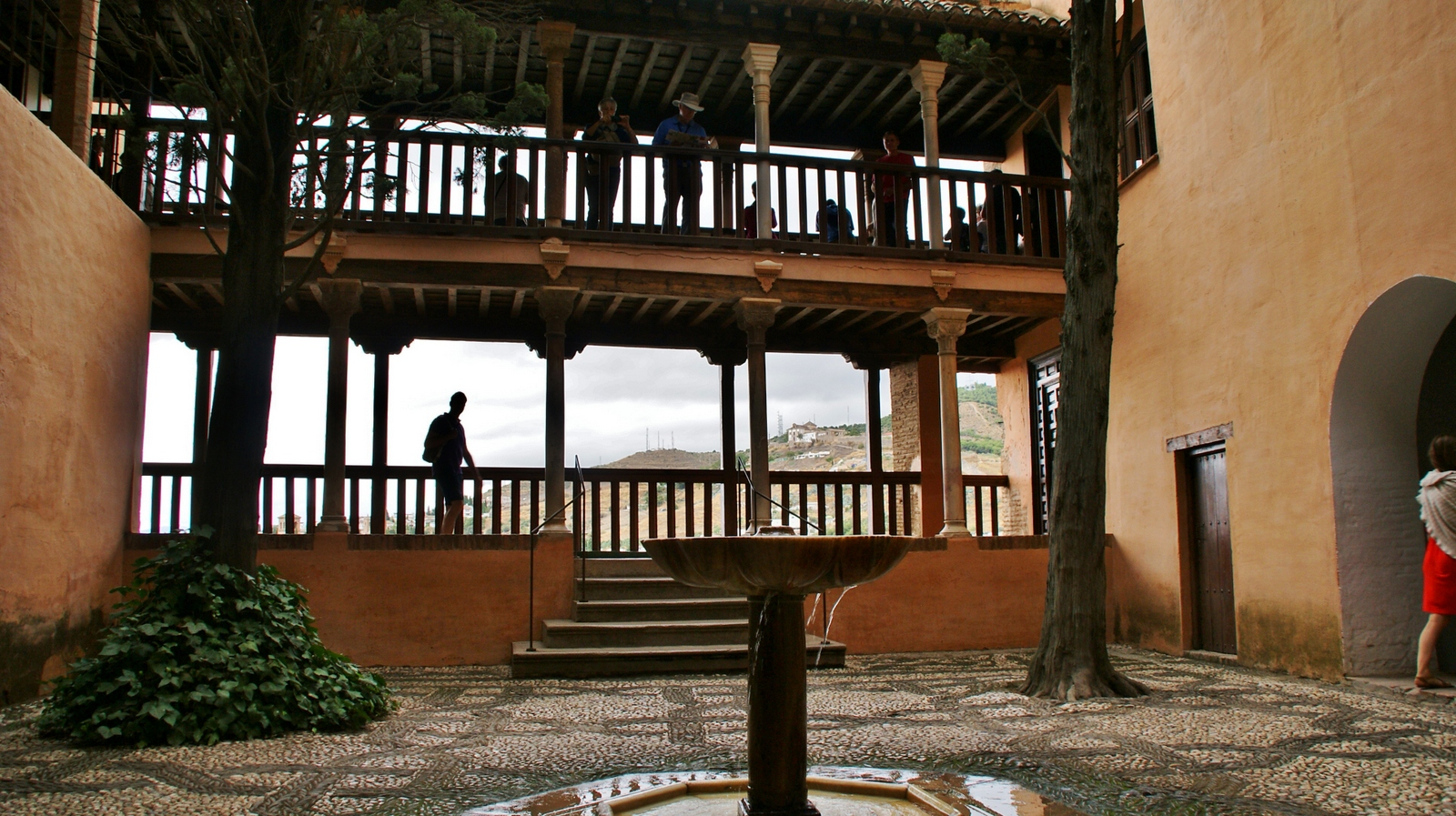
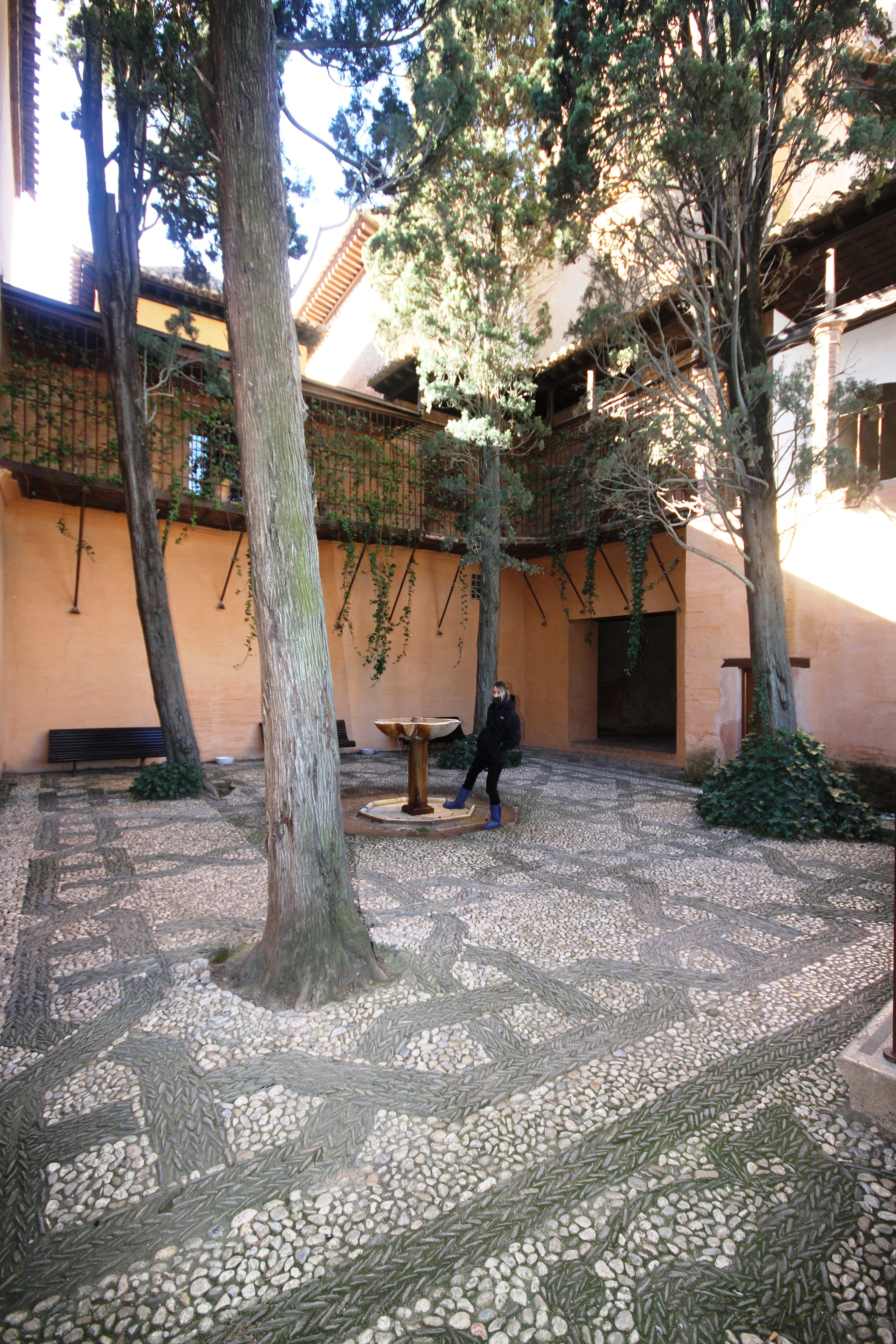
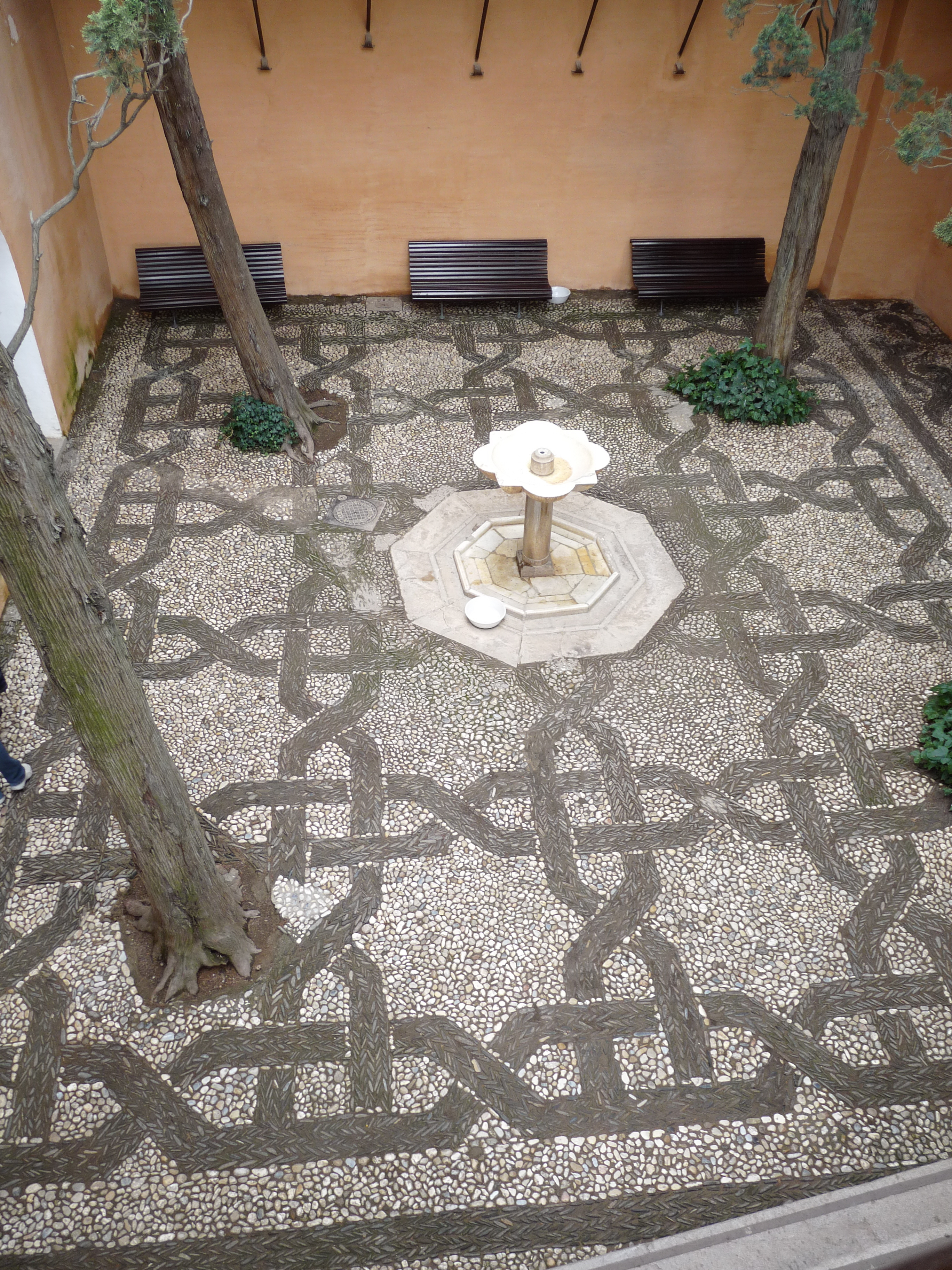

También llamado de los cipreses, está cercado al este por las Habitaciones, al sur por los Baños de Comares, al oeste por Salón de los Embajadores y al norte por un corredor que comunica este salón y las Habitaciones, de 1618, otro corredor realiza una función similar al sur, cerrada con una reja entre 1654 y 1655.

### Patio de Lindaraja

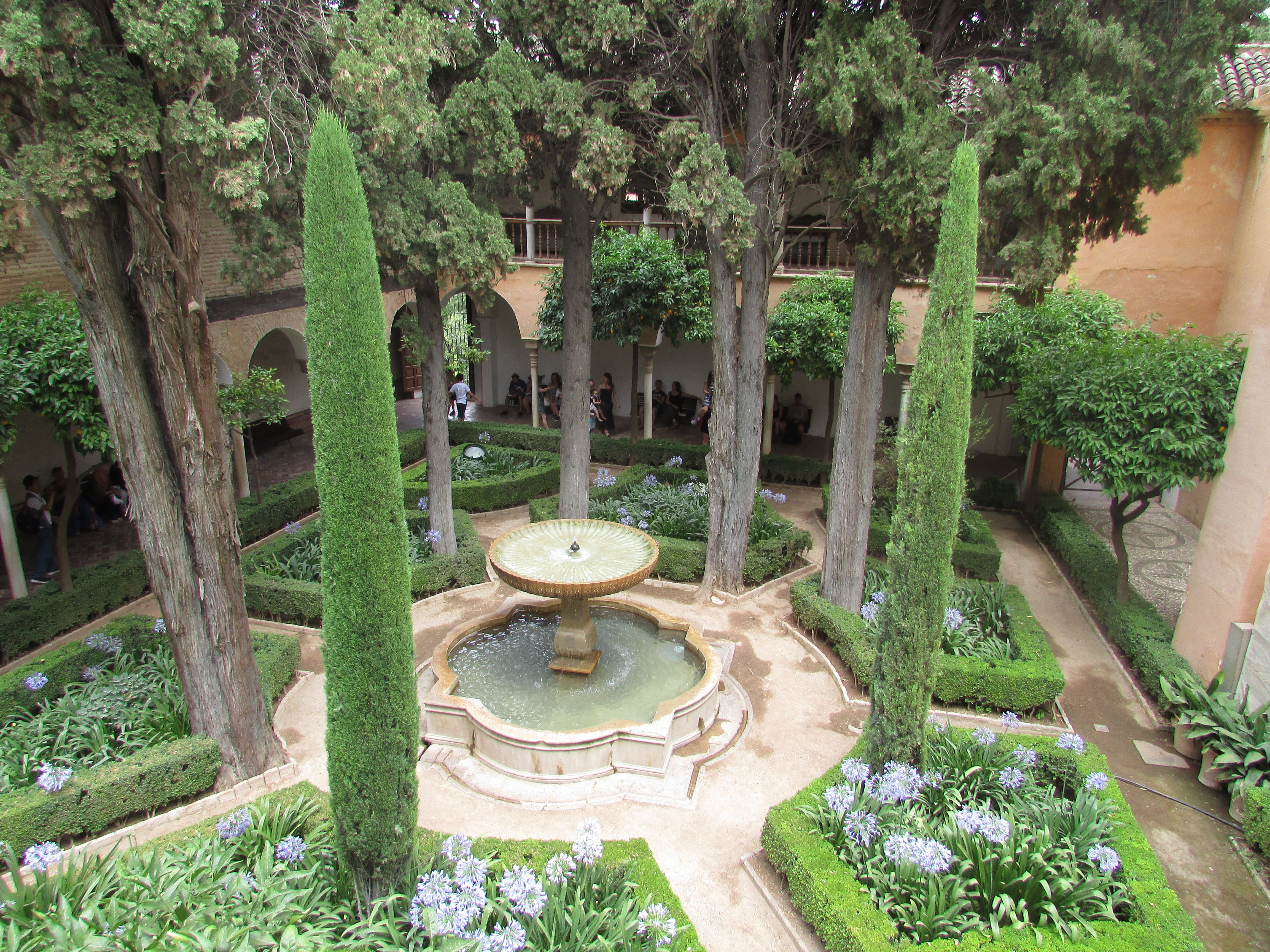

También llamado Jardín de los Naranjos o Jardín de los Mármoles, recibe su nombre del Mirador de Lindaraja, que lo limita por el sur, mientras las Habitaciones lo hacen por los lados restantes, por el este se halla la Galería de Chatebriend, en honor al escritor y político francés, de diseño italiano. Los jardines nazaríes que se hallaban fueron reformados con la construcción de las Habitaciones, instalándose una fuente renacentista, de Bartolomé Fernández Lechuga, aprovechando una taza de mármol árabe.